# Bildstein

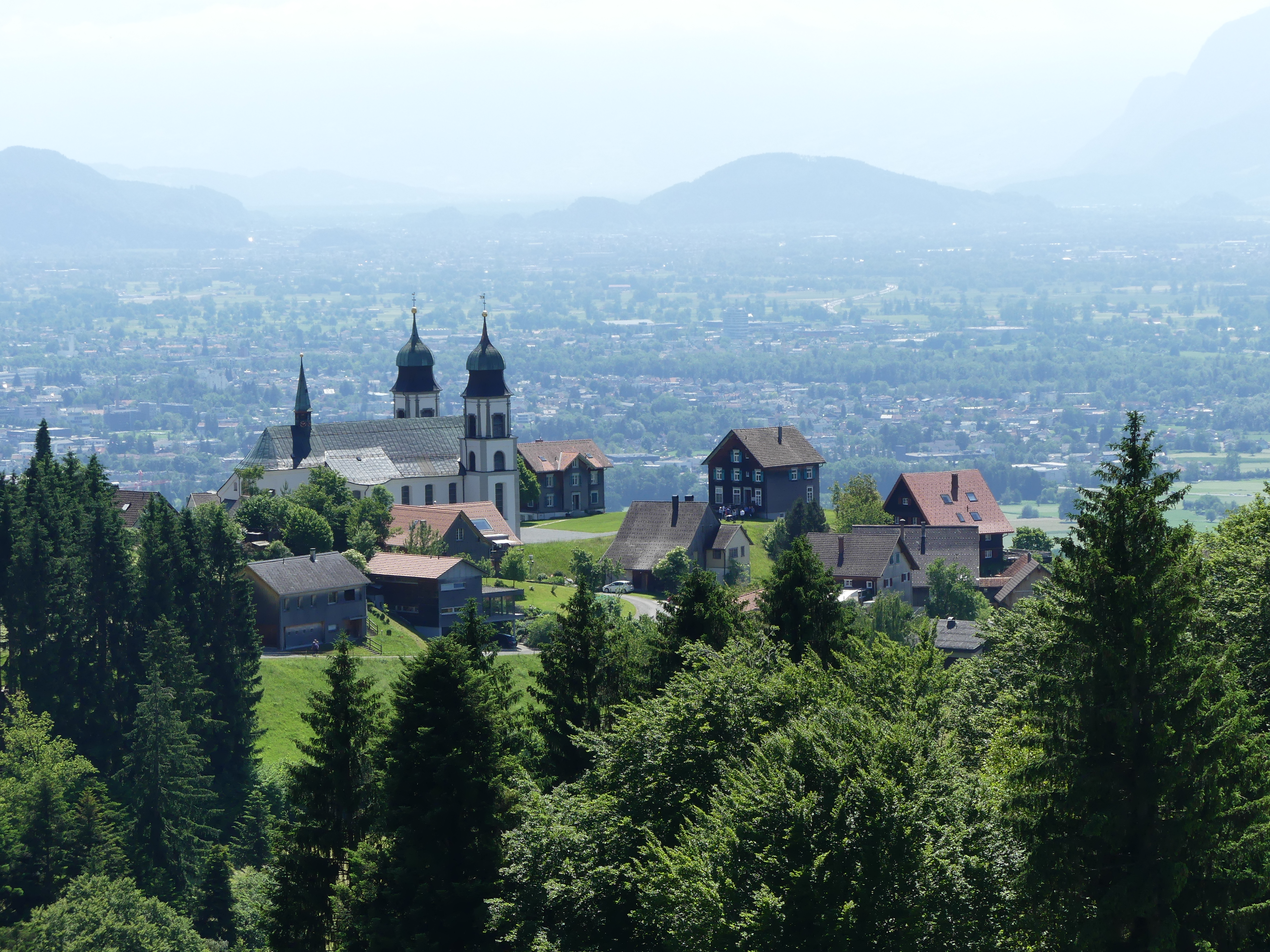
Vista de Bildstein

Bildstein es una localidad situada en el distrito de Bregenz, en el estado de Vorarlberg, Austria. Tiene una población estimada, a principios del año 2022, de 806 habitantes.
Está ubicada al norte del estado, cerca de la frontera con Alemania (estado de Baviera), de las montañas Arlberg (que la separan del estado del Tirol) y del lago de Constanza.